# MRT Center

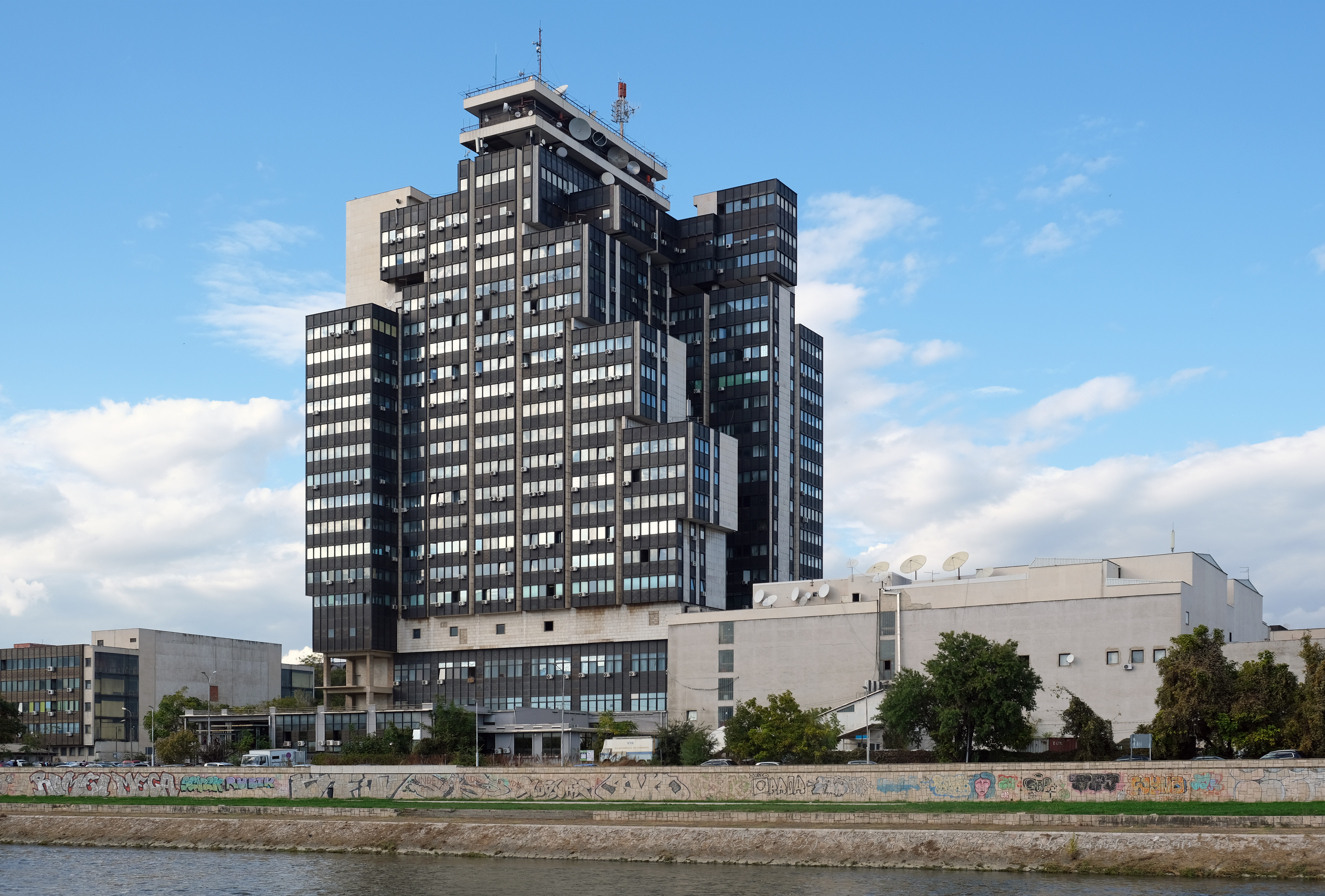
MRT Center

MRT Center är den högsta byggnaden i Nordmakedonien.[källa behövs] Den ägs av Makedonska Radio Televizija och ligger i Nordmakedoniens huvudstad, Skopje. MRT Center har 25 våningar och är 70 meter hög.